# Зауервейд, Николай Александрович
Николай Александрович Зауервейд (1836, Санкт-Петербург — 1866) — русский баталический живописец, академик Императорской Академии художеств.

## Биография
Николай Зауервейд родился в 1836 году в городе Санкт-Петербурге в семье художника Александра Ивановича Зауервейда.
Учился в Петришуле с 1849 года. По окончании школы поступил в Императорскую Академию художеств, которую закончил в 1859 со званием классного художника и малой золотой медалью, присуждённой ему за картину «Сражение при Нарве». До наших дней дошёл следующий отзыв об этой картине: 

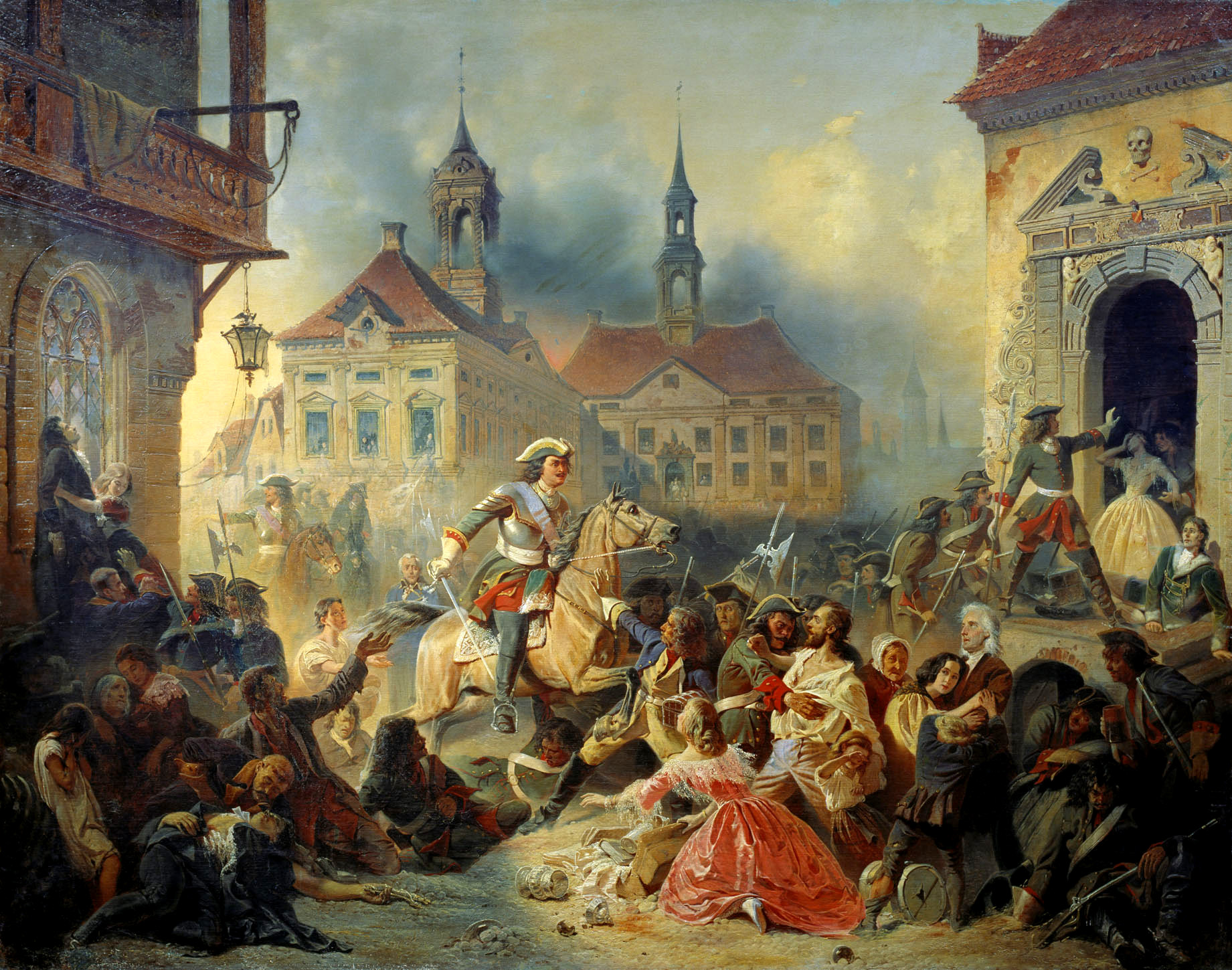
Пётр I усмиряет ожесточенных солдат своих при взятии Нарвы в 1704 году

«Много жизни и движения, особенно хороша группа около раненого на левой стороне от зрителя; тут замечательнее всех девочка с распущенными волосами, в одной рубашке, закрывшая лицо обеими руками. Ее поза совершенно натуральна и проста; лица не видно, но вся фигура выражает отчаяние самое полное и вместе такое детское, что вызывает сострадание будто к существу живому».

В следующем году картина «Въезд князя Репнина в Ригу по взятии этого города 4 июля 1700» дала Зауервейду звание академика. Среди полотен на военные сюжеты наиболее известны (помимо упомянутых) следующие работы художника: «Выезд князя Репнина в Ригу по взятии города 4/VII 1700 г.» (1860 год); «Казаки стаскивают на петле часового в лунную ночь» (1857 год); «Сражение при Курюк-Даре» (1858 год, академическая выставка); «Штурм редута Шварца» (1854 год) и «Этюд сражения при Ольтенице» (1854 год).
Кроме баталических сцен, он также писал жанры (например, «Скромный переезд с квартиры на квартиру», 1864). И в том, и другом родах живописи, равно как и в акварельных рисунках, Николай Александрович Зауервейд показал недюжинный талант и мог бы занять видное место в русском искусстве, если бы не его преждевременная смерть. Последней работой художника был «Портрет г-на Барри» (1865 год).
Николай Александрович Зауервейд умер 10 июня 1866 года.
Его брат Александр тоже стал художником и тоже умер довольно молодым вскоре после окончания ИАХ.